# アイコン
アイコン (英語: icon) は、物事を簡単な絵柄で記号化して表現するもの。アメリカの哲学者パースによる記号の三分類の一つ。コンピュータ上の記号表記を指すことが多い。アイコンは「εικών」の中世・現代ギリシア語での読み「イコン」を「icon」とラテン文字に転写したものの英語読みである。

## コンピュータのアイコン
コンピュータにおけるアイコンはプログラムの内容を図や絵にして表しているもので、多くは16×16ピクセル - 128×128ピクセルほどの大きさの画像で表示される。
アイコンは、初心者がコンピュータインターフェースを操作するのを容易にするために、1970年代にゼロックス・パロアルト研究センターで最初に開発された。後にアイコンで操作されるインターフェースは、AppleのMacintoshによって一般にもたらされる。現在では主なオペレーティングシステムにおいて、ユーザーへの情報を表示するためにアイコンベースのグラフィカルユーザインターフェース (GUI) を使用している。
一例:（必ず使用されているというものではありません）
| 図柄 | 解説                                                                                 |
| ---- | ------------------------------------------------------------------------------------ |
|      | 警告を連想させる図柄（相手を制止する『手』と、危険を表す赤い『標識』のイメージ）     |
|      | 音声を連想させる図柄（音源である『スピーカー』と、そこから広がる『音波』のイメージ） |

### 機能とアイコン
キャラクタユーザインターフェース (CLI) 上のプログラムでは、ユーザが機能を呼び出すためには、その機能が割り当てられたファンクションキーを押すことなどで行っていたが、GUI中のほとんどの機能はアイコンによって表される。アイコン上にカーソルを移動させて、マウス（あるいはトラックボールなどのポインティングデバイス）のボタンをクリックすることで、機能を呼び出したりプログラムを開始する。アイコンは判別しやすく、機能を連想させる絵柄で、小さいものでなければならない（ユーザビリティの観点から、大きなアイコンが用いられる例もある）。多国間での使用を想定したソフトウェアの場合、文化の違いを考慮する必要がある。
しかしコンピュータ上のアイコンはアプリケーションが登録する独自の物なども多く、実際には絵だけで意味がわかることは多くないため、何らかの形で説明のための語が付いているものが多い。

## アイコン色の性質
色（光）の三原色とは、色を表す際の基本的な色であり、赤、緑、青の3種類の色のことである。色彩は、これらを混ぜることにより表される。以下は三原色の色の性質、その他特徴のあるアイコンの色である。
- 三原色
  - 赤：目に付きやすい色であり、インパクトが強い。
  - 緑：目に優しい色である。暖色にも寒色にも属さず、温度感がないので使用する場所を選ばない。
  - 青：寒色の代表でクールな印象を持つ。空や海といった色を連想させ好感の持たれる色である。
- その他特徴のあるアイコン
  - 進出色：同じ平面にありながら飛び出して見える色のこと。波長の長い暖色系の色に多い。
  - 後退色：同じ平面にありながら後ろに下がって見える色のこと。波長の短い寒色系の色に多い。
  - 膨張色：大きく膨張して見える色（明るい色）のこと。
  - 収縮色：小さく収縮して見える色（暗い色）のこと。